# Himantoglossum affine
Himantoglossum affine är en orkidéart som först beskrevs av Pierre Edmond Boissier, och fick sitt nu gällande namn av Rudolf Schlechter. Himantoglossum affine ingår i släktet Himantoglossum och familjen orkidéer. Inga underarter finns listade i Catalogue of Life.